# 杨家庄镇 (汾阳市)
杨家庄镇，是中华人民共和国山西省吕梁市汾阳市下辖的一个乡镇级行政单位。

## 行政区划
杨家庄镇下辖以下地区：
庄子村、垣头村、北舍村、中庄村、靳家庄村、韩家垣村、高家庄村、磁盆沟村、杨家庄村、中西庄村、堰头村、前贺庄村、后贺庄村、色头村、南灵浮村、北灵浮村、北偏城村、舍科村、王家池村、南偏城村、南堰村、乔家山村、邓家坪村、芦王庄村、南垣活村、谷丰村、裴家庄村和紫家堰村。